# És már senki sem (Agatha Christie-színdarab)
Az ...és már senki sem! (And Then There Were None) Agatha Christie 1943-ben bemutatott színdarabja.
A mű Agatha Christie egyik legnépszerűbb regényének, a Tíz kicsi néger (Tíz kicsi indián, vagy És végül nem maradt senki sem címmel is ismert) című kriminek az adaptációja.
A színpadi változat készítésekor Christie engedett a kor követelményeinek, és egy pozitívabb kicsengésű befejezést írt a műnek. Napjainkban a színdarab elérhető ezzel a végkifejlettel, valamint a regény szerinti alternatív befejezéssel is.
A krimi ősbemutatóját 1943. november 17-én tartották a londoni St. James Theatre-ben. A Broadwayen 1944 június 27-én nyitott Albert deCourville rendezésében.
A West Enden legutóbb 2005-ben mutatták be a Gielgud Theatre-ben.
A darabot Magyarországon először a Művész Színházban mutatták be Tíz kicsi néger címmel, 1946. november 29-én, Thurzó Gábor fordításában, Várkonyi Zoltán rendezésében, Szemere Vera (Vera Claythorne), Várkonyi Zoltán (Lombard kapitány) és Keresztessy Mária (Emily Brent) főszereplésével. Ez a darab volt az első, amit hazánkban bemutattak az írónőtől.
Magyarországon rendszeres szereplője a budapesti és vidéki színházak repertoárjának.

## Szereplők
- Rogers
- Mrs. Rogers
- Fred Narracott
- Vera Claythorne
- Philip Lombard
- Anthony Marston
- William Blore
- John Mackenzie tábornok
- Emily Brent
- Sir Lawrence Wargrave
- Dr. Armstrong
- V. A. Lacky

## Szinopszis
Magányos sziget az angliai partok mentén. Tíz ember érkezik. Egymás számára ismeretlenek, de hamar kiderül, van bennük valami nagyon is közös vonás. Mindegyikük múltjában ott egy sötét folt. És a feltételezett gyilkosok szépen, sorban áldozattá válnak.
A krimi királynőjének legnépszerűbb írása már néhány évvel megjelenése után meghódította a színpadot. Ezt számos filmfeldolgozás követte. A történet végkifejlete, amit természetesen nem árulunk el, időnként új köntöst kapott, tehát aki jól ismeri a regényt, azt is érhetik meglepetések.
De a kérdés örök és változatlan: Ki lehet a gyilkos?